# TV Tokyo
TV Tokyo (jap. 株式会社テレビ東京 Kabushiki-gaisha Terebi Tōkyō) – japońska stacja telewizyjna, działająca od 1964 roku, znana przede wszystkim z nadawania popularnych seriali aktorskich oraz anime. Stacja znana jest także pod nazwą „Teleto” (テレ東 Teretō), co jest połączeniem słów „terebi” i „Tokyo”.

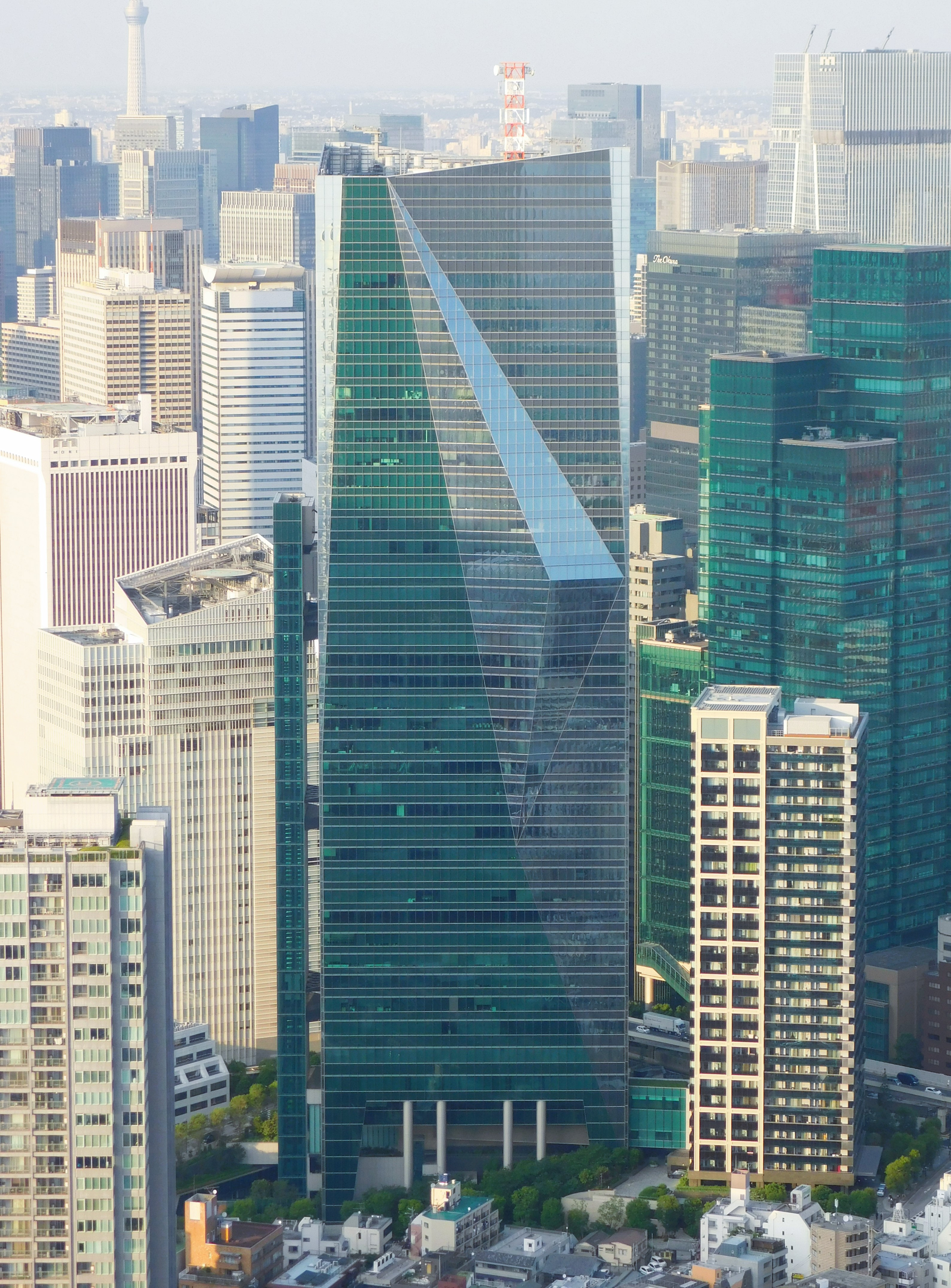
TV Tokyo (budynek siedziby) w Roppongi Hills, Tokio

Stacja tworzy i puszcza swoje własne produkcje, seriale telewizyjne (dramy) o tematykach kryminalnych, suspense, thrillery, horrory, psychologiczne czy romanse. 
Jest współwłaścicielem serwisu internetowego Crunchyroll, udostępniającego japońskie seriale animowane i aktorskie oraz mangi.

## Historia

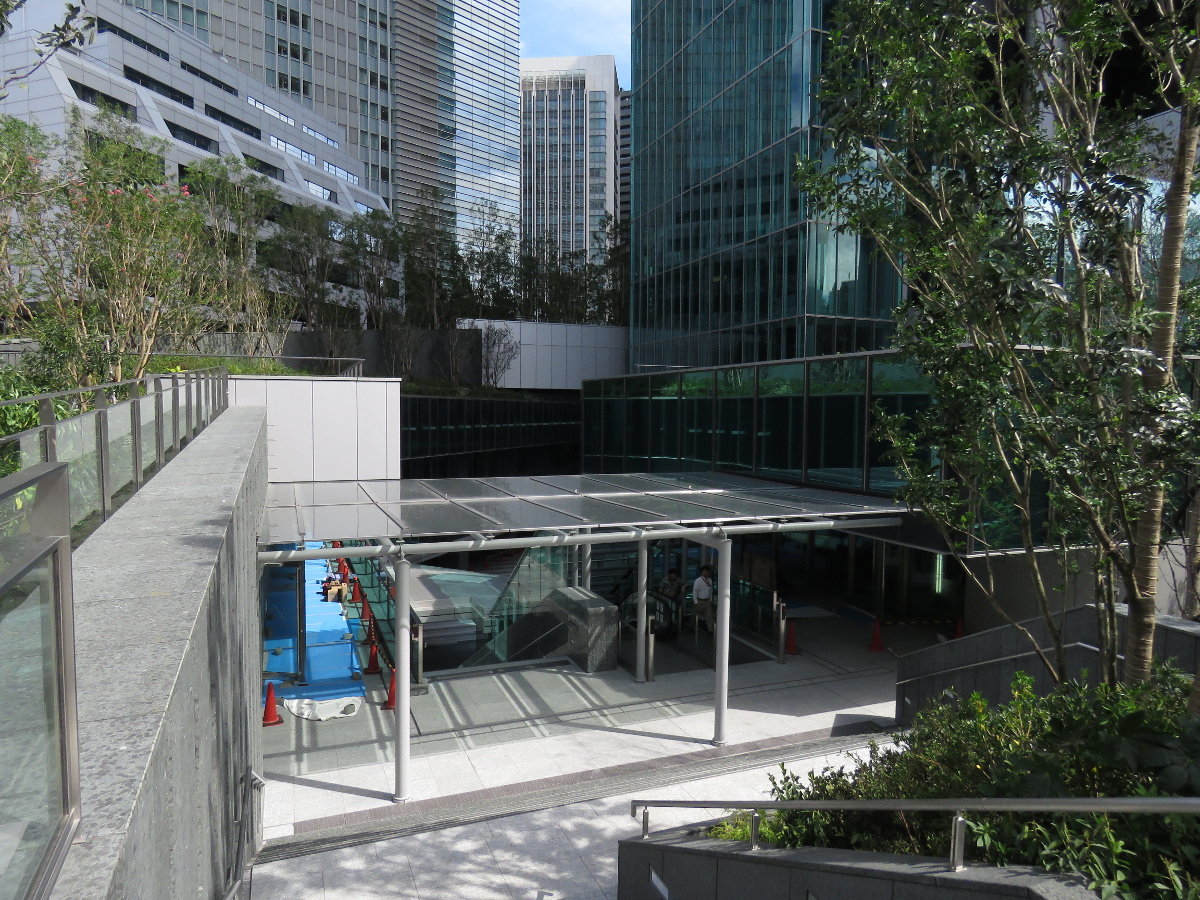
Wejście do siedziby TV Tokyo

- 1951 - założenie telewizji przez Japońską Fundację Promocji Nauki
- 12 IV 1964 – stacja rozpoczyna nadawanie
- 1 VII 1968 – powołano Tokyo Channel 12 Production, Ltd. (spółkę będącą odtąd właścicielem kanału)
- W październiku 1973 – zmiana nazwy na Tokyo Channel 12, Ltd.
- 1981 – zmieniono nazwę na Television Tokyo Channel 12, Ltd.
- 1983 – powstała sieć telewizyjna wspólnie z TV Osaka i TV Aichi, nazwana Mega TON Network (obecnie TV Tokyo Network / TXN)
- W grudniu 1985 przeniesiono siedzibę z Shibakōen do Toranomon.
- 12 XII 1999 – uruchomiono studio Tennozu w Tennozu Isle
- 25 VI 2003 – zmieniono angielską nazwę na TV TOKYO Corporation.
- W 2014 roku stacja telewizyjna obchodzi 50-lecie rozpoczęcia emisji

## Nadajniki

### Obecnie
- Cyfrowy

JOTX-DTV z Tokyo Tower - Kanał 7

### Dawniej
- Analogowy:

JOTX-TV z Tokyo Tower – Kanał 12 (wyłączony 24 lipca 2011)
- Cyfrowy

JOTX-DTV z Tokyo Tower – Kanał 23
z Mito, prefektura Ibaraki – Kanał 18

## Programy telewizyjne

### Wiadomości
- TXN News
- News Morning Satellite
- E Morning
- NEWS Answer
- World Business Satellite
- Yasuhiro Tase's Weekly News Bookstore (田勢康弘の週刊ニュース新書)

### Programy ekonomiczne
- Nikkei special The Dawn of Gaia (日経スペシャル ガイアの夜明け)
- Nikkei special The Cambria Palace (日経スペシャル カンブリア宮殿)

### Programy dokumentalne
- Beauty giants (美の巨人たち)
- Solomon flow (ソロモン流)

### Programy informacyjne

#### Dzienne
- 7 Studio Bratch!
- Ladies 4

#### Sobotnie
- Ad-machick Tengoku (出没!アド街ック天国)

### Programy sportowe
- Neo Sports
- Winning Horse racing (ウイニング競馬)
- UEFA Champions League
- UEFA Europa League
- UEFA Europa Conference League
- UEFA Super Cup

### Anime
- Re: Zero – Życie w innym świecie od zera
- Penguin no Mondai
- Mały rycerz El Cid
- Przygody kaczorka Kwaka (1989-1991)
- Aikatsu!
  - Aikatsu! 2
  - Aikatsu! 3 (od października 2014)
  - Aikatsu! 4 (od października 2015)
- Ea Gia
- Aka-chan to Boku
- AM Driver
- Arata Kangatari
- Asagiri no Miko
- Azumanga Daioh
- B-Daman Crossfire
  - B-Daman Fireblast
- Baka to Test to Shoukanjuu
  - Baka to Test to Shoukanjuu: Nii
- Bakugan: Młodzi wojownicy
  - Bakugan: Młodzi wojownicy − Nowa Vestroia
  - Bakugan: Młodzi wojownicy − Najeźdźcy z Gundalii
  - Bakugan: Młodzi wojownicy − Świat Mechtoganów
- BakuTech! Bakugan
  - BakuTech! Bakugan Gachi
- Bakuto Sengen Daigunder
- Battle Athletes
  - Battle Athletes Victory
- Hyakujūō Golion (1981-1982)
  - Armored Fleet Dairugger XV (1982-1983)
- Voltron – obrońca wszechświata (1984-1985)
- Bōken Ō Biito
  - Beet the Vandel Buster: Excellion
- Beyblade
  - Beyblade V-Force
  - Beyblade G-Revolution
- Beyblade: Metal Fusion
  - Beyblade: Metal Masters
  - Beyblade: Metal Fury
  - Beyblade: Shogun Steel
- BLEACH
- Blue Dragon
  - Blue Dragon: Trials of the Seven Shadows
- Burū Shīdo
- Bonbāman Jettāzu
- Busō Renkin
- Kapitan Jastrząb
  - Captain Tsubasa J
  - Captain Tsubasa - Road to 2002
- Cardfight!! Vanguard
  - Cardfight!! Vanguard: Asia Circuit
  - Cardfight!! Vanguard: Link Joker
  - Cardfight!! Vanguard: Legion Mate
- Cardfight!! Vanguard G
  - Cardfight!! Vanguard G: GIRS Crisis
  - Cardfight!! Vanguard G: Stride Gate
  - Cardfight!! Vanguard G: NEXT
- Chainsaw Man
- Cowboy Bebop
- Croket!
  - Gag-Cro
- Cross Game
- Cyborg 009 (1979-1980)
  - Cyborg 009: The Cyborg Soldier (2001-2002)
- D.Gray-man
- D.N.Angel
- Daiya no Ace
- Dan Doh!
- DD Hokuto no Ken
- Demashita! Powerpuff Girls Z
- Dennou Boukenki Webdiver
- Digimon Universe: Appli Monsters
- Dinosaur King
  - Ancient Ruler Dinosaur King DKidz Adventure: Pterosaur Legend
- Dragon Ball
- Dragon Ball Z
- Dragon Ball GT
- Dragon Ball Z Kai
- El Cazador de la Bruja
- Erementar Gerad
- Excel Saga
- Eyeshield 21
- Fair, then Partly Piggy
- F-Zero
- Fairy Tail
- Final Fantasy: Unlimited
- Flint the Time Detective
- Fortune Arterial
- Forza! Hidemaru
- Tajemnica przeszłości
- Fruits Basket
- Full Moon o sagashite
- Future Card Buddyfight
- Gakkyu-oh Yamazaki (1997-1998)
- Genki Bakuhatsu Ganbaruger
- Gensōmaden Saiyūki
  - Saiyuki Reload
  - Saiyuki Reload Gunlock
- Ghost Hunt
- Gintama
  - Gintama'
- Gokudo
- Golgo 13 (2008-2009)
- Binbō-gami ga!
- Gosick
- Grappler Baki
- Gungrave
- .hack//Legend of the Twilight
- .hack//Roots
- .hack//Sign
- Haiyore! Nyaruko-san
  - Haiyore! Nyaruko-san W
- Hamtaro – wielkie przygody małych chomików
  - Trotting Hamtaro Hai!
- Hayate no Gotoku!
  - Hayate no Gotoku!!
  - Hayate no Gotoku! Can Take My Eyes Off You
  - Hayate no Gotoku! Cuties
- Hi Hi Puffy AmiYumi
- Hikaru no go
- Idol Densetsu Eriko
- Idol Angel Yokoso Yoko
- Inazuma 11
  - Inazuma Eleven GO
  - Inazuma Eleven GO: Chrono Stone
  - Inazuma Eleven GO: Galaxy
- Infinite Ryvius
- Initial D
- Jewelpet
  - Jewelpet Twinkle
  - Jewelpet Sunshine
  - Jewelpet Kira☆Deco—!
  - Jewelpet Happiness
  - Lady Jewelpet
- Jubei-chan: The Ninja Girl
- Jubei-chan 2: The Counterattack of Siberia Yagyu
- The World God Only Knows
  - The World God Only Knows II
  - The World God Only Knows: Goddesses
- Kamichama Karin
- Jak zostałam bóstwem!?
- Katekyō Hitman Reborn!
- Kenran Butohsai
- Keroro gunsō
- Kiba
- Last Exile
- Level E
- Little Battlers eXperience
  - Danball Senki W
  - Danball Senki Wars
- Love Hina
- Madlax
- Magical Princess Minky Momo
- Mahoraba
- Mainichi Kaasan
- MapleStory
- Maria-sama ga miteru
  - Maria-sama ga miteru: Printemps
  - Maria-sama ga miteru 4th Season
- Martian Successor Nadesico
- Matantei Loki Ragnarok
- Matchless Raijin-Oh
- Medabots
  - Medabots Spirits
- Mermaid Melody Pichi Pichi Pitch
  - Mermaid Melody Pichi Pichi Pitch Pure
- Medaka Box
  - Medaka Box Abnormal
- Mega Man Star Force
- Mega Man Star Force Tribe
- MegaMan NT Warrior
- Megaman NT Warrior Axess
- Megaman NT Warrior Beast
- Megaman NT Warrior Beast
- Minami-ke
  - Minami-ke: Okawari
  - Minami-ke: Okaeri
  - Minami-ke: Tadaima
- Mirmo de Pon!
- Monsuno
- Mushiking: King of the Beetles
- Nabari no Ou
- Naruto
  - Naruto Shippūden
  - Naruto Spin-Off: Rock Lee & His Ninja Pals
- Księga przyjaciół Natsume
  - Zoku Natsume Yūjin-Chō
  - Natsume Yūjin-Chō San
  - Natsume Yūjin-Chō Shi
- Magister Negi Magi
  - Negima!?
- Nekketsu Saikyō Go-Saurer
- Neon Genesis Evangelion
- Noir
- Non Non Biyori
- Onegai My Melody
  - Onegai My Melody - Kuru Kuru Shuffle!
  - Onegai My Melody Sukkiri
  - Onegai My Melody Kirara
- One Piece
- Papuwa
- Pluster World
- Pokémon
  - Pokémon: Pocket Monsters
    - Pokémon: Indigo League
    - Pokémon: Adventures on the Orange Islands
    - Pokémon: The Johto Journeys
    - Pokémon: Johto League Champions
    - Pokémon: Master Quest

  - Pokémon: Advanced Generation
    - Pokémon: Advanced
    - Pokémon: Advanced Challenge
    - Pokémon: Advanced Battle
    - Pokémon: Battle Frontier

  - Pokémon: Diament i Perła
    - Pokémon: Diament i Perła
    - Pokémon: DP: Battle Dimension
    - Pokémon: DP: Galactic Battles
    - Pokémon: DP: Sinnoh League Victors

  - Pokémon: Best Wishes!
    - Pokémon: Czerń i Biel
    - Pokémon: BW: Rival Destinies
    - Pokémon: Czerń i Biel: Przygody w Unovie
    - Pokémon: Czerń i Biel: Przygody w Unovie i nie tylko

  - Pokémon: XY
    - Pokémon: XY
    - Pokémon: XY Kalos Quest
    - Pokémon: XY & Z

  - Pokémon: Sun & Moon
- Popolocrois
- PriPara
- Psychic Squad
  - Psychic Squad: The Unlimited
- Rewolucjonistka Utena
- Astro-małpy
- Rumic Theater
  - Syrenie opowieści
- Saki
  - Saki Achiga-hen episode of Side-A
  - Saki: The Nationals
- Ognistooka Shana
  - Shakugan no Shana Final
- Król szamanów
- Shijō saikyō no deshi Ken’ichi
- Shugo Chara!
  - Shugo Chara!! Doki
  - Shugo Chara! Party!
- Sket Dance
- Skip Beat!
- Slayers: Magiczni wojownicy
  - Slayers Next
  - Slayers Try
  - Slayers Revolution
  - Slayers Evolution-R
- Sonic X
- Soreike! Zukkoke Sanningumi
- Soul Eater
  - Soul Eater Not!
- Spy × Family
- Tamagotchi!
  - Tamagotchi! Yume Kira Dream
  - Tamagotchi! Miracle Friends
  - GO-GO Tamagotchi!
- Tank Knights Fortress
- Tegami Bachi
  - Tegami Bachi Reverse
- Tengen Toppa Gurren Lagann
- Tenku Senki Shurato
- Tennis no ōjisama
  - The New Prince of Tennis
- The Vision of Escaflowne
- Tokyo Mew Mew
- Bestia z ławki obok
- Toradora!
- Transformers
- Beast Wars II
- Beast Wars Neo
  - Transformers: Car Robots
  - Transformers Armada
  - Transformerzy: Wojna o Energon
  - Transformerzy: Cybertron
- Trigun
- Kinnikuman Second Generations (2002)
- Vampire Knight
  - Vampire Knight Guilty
- Viewtiful Joe
- Virtua Fighter
- Wedding Peach
- Yaiba – legendarny samuraj
- Yakitate!! Japan
- Yo-kai Watch
- Yowamushi Pedal
  - Yowamushi Pedal Grande Road
- Yu-Gi-Oh!
  - Yu-Gi-Oh! Duel Monsters
  - Yu-Gi-Oh! Duel Monsters DX
  - Yu-Gi-Oh! Duel Monsters 5D's
  - Yu-Gi-Oh! Zexal
  - Yu-Gi-Oh! ARC-V
  - Yu-Gi-Oh! VRAINS
  - Yu-Gi-Oh! Sevens
  - Yu-Gi-Oh! Go Rush!!
- Yumeiro Patissiere
- Zenki
- Zukkoke Knight - Don De La Mancha